# Mimetismo batesiano

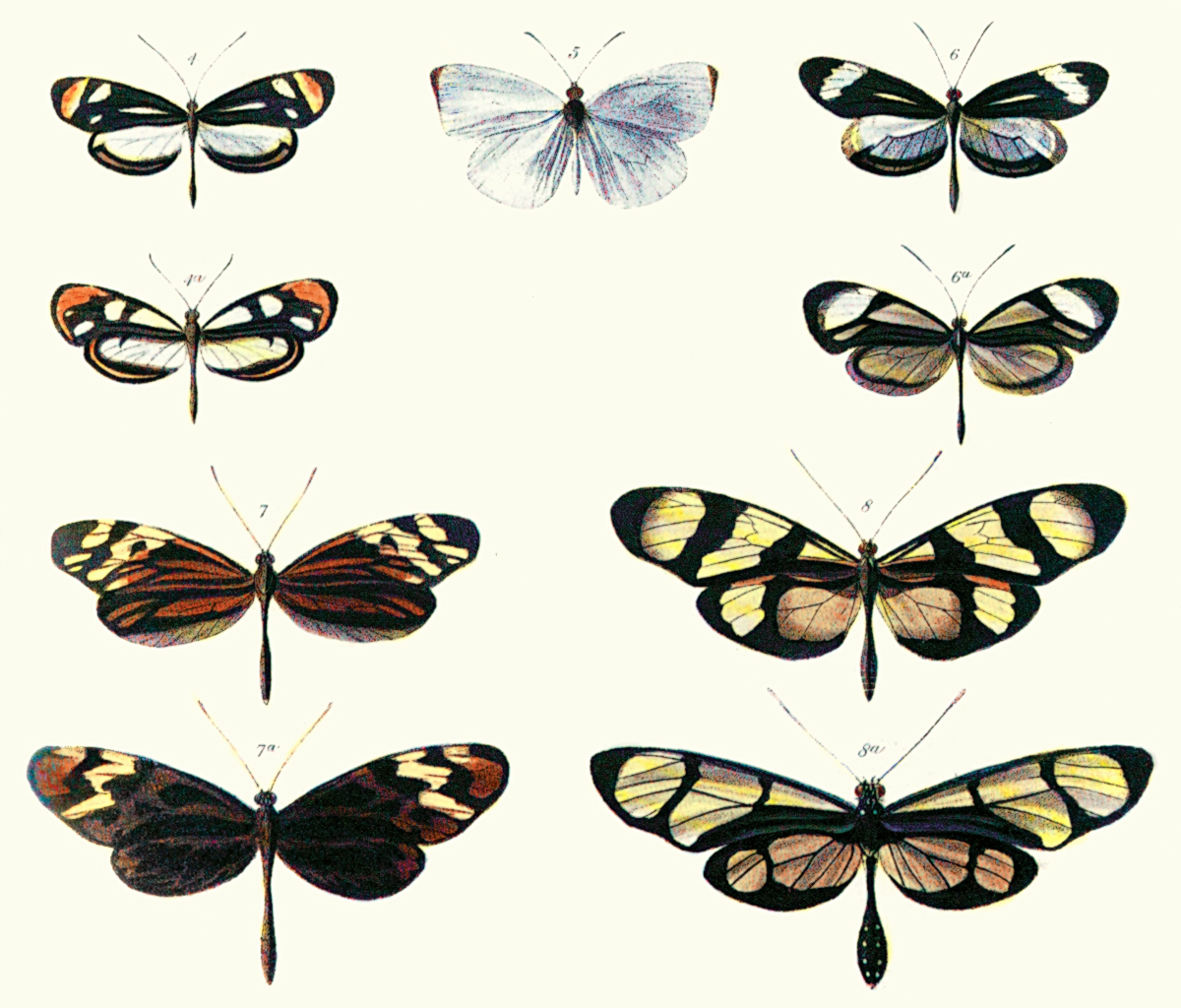
Lámina de Bates (1862) que ilustra el mimetismo batesiano entre especies de Dismorphia (primera y tercera hileras) y varios Ithomiini (Nymphalidae) (segunda y cuarta hilera).

Se llama mimetismo batesiano al fenómeno por el cual dos o más especies son similares en apariencia, pero solo una de ellas está armada con mecanismos de defensa frente a los depredadores (espinas, aguijones, químicos tóxicos o, incluso, sabor desagradable), mientras que su doble aparente, carece de estos rasgos. La segunda especie no tiene otra defensa más que el parecido a la primera, lo que le confiere protección, ya que los depredadores asocian el parecido con cierta mala experiencia previa. El mimetismo batesiano se nombró en honor a Henry Walter Bates, un científico británico que estudió el mimetismo en mariposas del Amazonas durante la mitad y finales del siglo XIX y observó que, en ocasiones, una especie inofensiva se asemeja a otra peligrosa o repugnante y que con esto consigue eludir a los depredadores.
Este tipo de mimetismo se observa, por ejemplo, en el caso de las moscas inofensivas de las familias Syrphidae y Bombyliidae cuyo aspecto emula el de abejas y avispas. En los vertebrados, existe un grupo de serpientes de coral, muy venenosas, que son imitadas en el tipo y distribución de sus colores por varias especies de falsas corales totalmente inofensivas (incluso de diferentes géneros), como Oxyrhopus y Lystrophis.
Entre las plantas se pueden observar otros tipos de mimetismo, como en el caso de algunas especies de orquídeas que "engañan" a los polinizadores típicos de otras especies de plantas para que realicen la polinización. Uno de los métodos para engañarlos es imitar las flores de otras especies.
Un caso muy descriptivo de esto se observa en la orquídea Epidendrum ibaguense. Esta orquídea terrestre o litófila, abunda desde México hasta Bolivia y Brasil. Sus flores de color naranja con labelo amarillo intenso imitan a las flores de una asclepiadácea, Asclepias curassavica. Existe una mariposa, Agraulis vanillae, que visita usualmente a esta especie para procurarse néctar. En muchas oportunidades, no obstante, la mariposa atraída por el color y la forma de las flores de Epidendrum se dirige hacia ellas e introduce su aparato bucal (su probóscide) en un conducto estrecho (ginostemo) que, por su muy escaso diámetro, determina que la espiritrompa quede atrapada unos instantes. El forcejeo del insecto por liberarse hace que las polinias de la orquídea se le adhieran a su cabeza. Luego de soltarse, y al ser engañado nuevamente por otra planta de Epidendrum, transporta el polen y efectúa así la polinización en esta especie, pero sin haber recibido néctar por sus servicios.